# Челябинец
МФК «Челябинец» — мини-футбольный клуб из Челябинска, существовавший в 1991—2001 годах. Ранее был известен как «Феникс» и «Феникс-Локомотив», под названием «Челябинец» возник в 1999 году в результате объединения с другим челябинским клубом «Строитель-7» (до этого уже игравшим в сезоне 1997/98 под таким названием).
Высшее достижение в чемпионатах России — серебро сезона 1993/94.

## Названия
| с 1991 | по 1995 | Феникс (Челябинск)           |
| с 1995 | по 1998 | Феникс-Локомотив (Челябинск) |
| с 1998 | по 1999 | Феникс (Челябинск)           |
| с 1999 | по 2001 | Челябинец (Челябинск)        |

## История
Основан в 1991 году. В 1992 году «Феникс» пробился в Высшую лигу и уже в своём дебютном сезоне сумел выиграть бронзу первенства. Годом позже челябинцы улучшили это достижение, уступив по итогам чемпионата лишь «Дине» и выиграв серебро. В следующих двух сезонах команда, переименованная в «Феникс-Локомотив», занимала лишь восьмое место, зато в 1996 году челябинцы выиграли Кубок Высшей лиги, обыграв в финале московский «КСМ-24».
Успехи игроков «Феникса» не оставались незамеченными тренерами сборной России по мини-футболу. Сразу два игрока челябинской команды вошли в состав россиян на первый в истории сборной чемпионат мира 1992 года: вратарь Олег Калашников и играющий тренер команды Фаиль Миргалимов. А на первый экспериментальный чемпионат Европы 1996 года ездили челябинцы Вадим Яшин (который впоследствии уже в качестве игрока «ВИЗа» выиграл ЧЕ-1999) и Валерий Линников, признававшийся по итогам двух «медальных» сезонов «Феникса» лучшим защитником российского чемпионата.
В сезоне 1996/97 «Феникс-Локомотив» улучшил прошлогодний результат и занял шестое место, однако впоследствии результаты команды становились всё хуже и хуже. Из-за тяжёлой экономической ситуации в стране у клуба появились финансовые проблемы, и в качестве решения было предложено объединение «Феникса» с другим челябинским клубом «Строитель-7» в одну команду «Челябинец». Однако и оно не решило всех проблем, и по окончании сезона 2000/01 «Челябинец» прекратил существование.

## Выступления в чемпионатах России
| Сезон     | Лига                 | Занятое место |
| --------- | -------------------- | ------------- |
| 1992      | Первая лига СНГ (II) | 2             |
| 1992-1993 | Высшая лига (I)      | 3             |
| 1993-1994 | Высшая лига (I)      | 2             |
| 1994-1995 | Высшая лига (I)      | 8             |
| 1995-1996 | Высшая лига (I)      | 8             |
| 1996-1997 | Высшая лига (I)      | 6             |
| 1997-1998 | Высшая лига (I)      | 9             |
| 1998-1999 | Высшая лига (I)      | 10            |
| 1999-2000 | Высшая лига (I)      | 12            |
| 2000-2001 | Высшая лига (I)      | 16            |

## Достижения клуба
- Обладатель Кубка Высшей лиги по мини-футболу 1996
- Победитель турнира «Кубок Урала» 1998

## Бывшие известные игроки
| - Виктор Булатов - Геннадий Ионов - Олег Калашников - Андрей Корчёмкин - Валерий Линников - Сергей Малышев |  | - Фаиль Миргалимов - Сергей Панько - Олег Солодовник - Дмитрий Яичников - Вадим Яшин |